# 丁彥宸
丁彥宸（2004年5月6日—），臺灣男子羽毛球運動員，2025年夏季世大運男子單打金牌得主。

## 選手生涯
2021年9月，就讀新北能仁家商三年級的丁彥宸在第2次全國羽球排名賽奪得男子單打乙組冠軍，成為中華羽協甲組球員。2022年，他隨隊於世界青年羽毛球錦標賽獲得混合團體亞軍。
丁彥宸高中畢業後就讀國立臺灣大學工商管理學系，課餘時間在土地銀行羽球隊訓練，因須兼顧課業而較少參與國際賽，但曾贏得2023年雪梨國際賽冠軍、2025年丹麥國際挑戰賽亞軍。
2025年7月，丁彥宸代表中華台北參加在德國萊茵-魯爾舉辦的夏季世界大学生运动会羽毛球比赛。他在混合團體賽事僅於16強出賽，最後隨隊奪得銀牌；他在男子單打項目成功闖入決賽，最終以直落二（15-8、15-6）擊敗法國的埃諾加特·羅伊，獲得金牌。

## 主要比賽成績
只列出曾進入準決賽的國際賽事成績：
| 年份   | 賽事                       | 公開賽級別 | 項目     | 搭檔   | 成績   |
| ------ | -------------------------- | ---------- | -------- | ------ | ------ |
| 2022年 | 世界青年羽毛球錦標賽       | 其他       | 混合團體 | －     | 亞軍   |
| 2023年 | 本迪戈羽毛球國際賽         | 國際挑戰賽 | 混合雙打 | 洪妤恩 | 準決賽 |
| 2023年 | 雪梨羽毛球國際賽           | 國際系列賽 | 男子單打 | —      | 冠軍   |
| 2023年 | 匈牙利羽毛球國際賽         | 國際系列賽 | 男子單打 | —      | 準決賽 |
| 2023年 | 挪威羽毛球國際賽           | 國際系列賽 | 混合雙打 | 王眱禎 | 準決賽 |
| 2025年 | 瑞典羽毛球公開賽           | 國際系列賽 | 男子單打 | －     | 準決賽 |
| 2025年 | 丹麥羽毛球國際挑戰賽       | 國際挑戰賽 | 男子單打 | －     | 亞軍   |
| 2025年 | 斯洛文尼亞羽毛球公開賽     | 國際系列賽 | 男子單打 | －     | 準決賽 |
| 2025年 | 夏季世界大學運動會羽球比賽 | 其他       | 混合團體 | —      | 銀牌   |
| 2025年 | 夏季世界大學運動會羽球比賽 | 其他       | 男子單打 | —      | 金牌   |

| 2018-2026年 | 總決賽 | 超級1000賽 | 超級750賽 | 超級500賽 | 超級300賽 | 超級100賽 | 國際挑戰賽 | 國際系列賽 | 未來系列賽 | 其他 |

## 外部連結
- 丁彥宸在BWFBadminton.com（英语）
- 丁彥宸在BWF.TournamentSoftware.com（英语）
- 丁彥宸在Flashscore（英语）